# Matteo Viviani
Matteo Viviani (Seriate, 1º maggio 1974) è un personaggio televisivo italiano, che lavora principalmente come inviato per il programma Le Iene.

## Biografia
Nato a Seriate (BG) da padre bergamasco e madre romana, si è poi stabilito in Toscana, a Capolona -Arezzo, dove ha studiato all'Istituto Statale d'Arte ricevendo quindi il diploma di maestro d'arte e la maturità d'arte applicata. Dopo gli studi ha iniziato a lavorare come modello per la moda e la pubblicità, attività intrapresa per oltre dieci anni, lavorando per Ferré, Exté, Cerruti e molti altri, e apparendo in svariate campagne pubblicitarie.
Dalla pubblicità alla televisione il passo è stato breve, e Viviani ha iniziato a collaborare con il programma di Italia 1 Le Iene, ritagliandosi, di edizione in edizione, sempre più spazio. Come inviato de Le Iene, i servizi da lui curati ruotano spesso attorno al mondo giovanile, smascherando truffe e bufale provenienti dal mondo di Internet.
Nel 2006 ha suscitato scalpore un suo servizio per Le Iene, in cui sottoponeva 50 deputati e 16 senatori al drug test, tamponando il loro sudore per accertare se fossero positivi all'uso di stupefacenti. I test evidenziarono che 16 tamponi erano positivi a droghe, tra cui cannabis e cocaina. Nonostante non vi fosse un'associazione tra gli esiti dei test e le persone coinvolte, il caso suscitò molte polemiche, per via dei metodi ingannevoli usati per ottenere i campioni di sudore. Viviani e Davide Parenti (autore del servizio) furono accusati di violazione della privacy e condannati dalla Cassazione a 5 mesi e 10 giorni di reclusione, successivamente commutati in una multa. Dal 2013 è sposato con Liudmila Radchenko con la quale ha due bambini, Eva e Nikita.
Nell'aprile 2010 Viviani realizza un'inchiesta su un prete omosessuale del Santuario di Caravaggio; nonostante il volto oscurato e la voce alterata, il prete venne facilmente riconosciuto, sospeso dall'incarico e allontanato. Nel novembre dello stesso anno l'ex prete si suicidò gettandosi sotto a un treno.
Nel 2015 ha pubblicato il romanzo La crisalide nel fango. Nel 2016 ha condotto il programma Le Iene nella puntata infrasettimanale affiancando Nadia Toffa, Andrea Agresti, Paolo Calabresi e Giulio Golia. Dal 16 ottobre 2016 affianca gli stessi colleghi alla conduzione della puntata domenicale.
Nel 2017 realizza un servizio sulla presunta Blue Whale challange, una leggenda metropolitana in cui si dovrebbero affrontare 50 prove, di cui l'ultima sarebbe quella di suicidarsi. Il filmato viene tuttavia montato inserendo brevi video reperiti su internet con giovani che si suicidano, ma per vicende estranee all'inchiesta; veniva altresì fatto riferimento alla recente notizia di un quindicenne che si era lanciato da un grattacielo di Livorno. Viviani ha poi ammesso di non aver verificato le fonti e che i filmati non c'entravano nulla con la vicenda, per la quale neppure esiste la prova dell'effettiva esistenza.
Nel novembre 2022 Viviani realizza un servizio per un caso di catfishing che si era concluso col suicidio della persona ingannata da un altro uomo che aveva finto di essere una donna, e per questo condannato ad una semplice sanzione pecuniaria per sostituzione di persona. Nell'intervista "d'assalto" il volto della persona viene oscurato, ma vengono mostrati la sedia a rotelle della madre disabile, i tatuaggi e la casa di residenza a Forlimpopoli cosicché viene immediatamente riconosciuto dai compaesani, ricevendo gravi minacce e inviti al suicidio, anche tramite manifesti affissi per le strade. Dopo 5 giorni la persona intervistata si è tolta la vita, scatenando molte polemiche sull'aggressività del giornalista e della mancata ponderazione delle conseguenze del filmato messo in onda.
Nel 2025, con un post pubblico, annuncia la separazione dalla moglie Liudmilla Radchenko, con la quale era sposato da 12 anni.